# Thiếu Lâm võ vương
Thiếu Lâm võ vương (chữ Hán: 少林武王) là một bộ phim truyền hình Trung Quốc dài 22 tập được phát sóng vào năm 2002 của đạo diễn Chang Hsin-yen, Liu Jiacheng và Wu Chia-tai. Phim có sự tham gia của các diễn viên nổi tiếng như Ngô Kinh, Huỳnh Dịch, Dương Phàn (từng vào vai Triệu Tử Long trong phim Tam Quốc diễn nghĩa năm 1994), Pháp Đề Mạch Nhã Kỳ, Vương Cơ, Vu Hải, Huỳnh Hải Băng. Phim được công chiếu tại Trung Quốc năm 2002 và được chiếu tại Việt Nam trên kênh HTVC lúc 10g00 và 22g00 từ Thứ sáu và Chủ Nhật bắt đầu từ ngày 21 tháng 03 năm 2013.
Bộ phim xoay quanh về một hòa thượng gọi là Đàm Chí ở Bắc Thiếu Lâm là con trai duy nhất của Thích Kế Quang một đại tướng quân lừng lẫy nhưng vì bị kẻ khác hãm hại nên vong thân sau đó Đàm Chí học võ thiếu lâm để trả thù nhà. Phim đề cao những chiêu võ thuật của thiếu lâm phái dưới sự trình diễn của diễn viên võ thuật Ngô Kinh.

## Nội dung
Bộ phim bắt đầu vào bối cảnh thời nhà Minh trong cuộc xung đột với người Oa Khấu (tức Nhật Bản) và những cuộc đấu đá thanh trừng lẫn nhau giữa các quan lại. Lúc này Tại Hà Bắc, tể tướng Đồng Đại Bảo lạm quyền, giết hại trung thần trong đó có gia đình của Thích Kế Quang. Gia đình của Tam Cước và Đàm Chí cũng không tránh khỏi hoạ sát thân, chỉ còn hai đứa trẻ may mắn thoát chết, được đưa lên Bắc Thiếu Lâm lánh nạn. Tam Cước và Đàm Chí cùng nhau lớn lên và cùng lẫn trốn nguy hiểm ở trong Bắc Thiếu Lâm. Trong khi Đàm Chí khổ luyện không ngừng để trả thù cho phụ mẫu, thì Tam Cước lại chây lười, biếng nhắc, suốt ngày mơ đạt đến võ công thượng thừa nhưng thiếu ý chí.
Khi Đồng Đại Bảo thống lĩnh cẩm y vệ tấn công và san bằng Bắc Thiếu Lâm. Trụ trì chùa giao một bức huyết thư cho Đàm Chí và Tam Cước mang đến Nam Thiếu Lâm ở vùng Quảng Đông. Trong lúc phá vòng vây của Đồng Đại Bảo, Đàm Chí bị trúng Âu Dương Ngũ Độc Chưởng, thập tử nhất sinh, may được Tiểu Ni cứu mạng. Còn Đàm Cước lâm trận mới thấy mình vô dụng, nhìn thấy bao người vì mình mà thương vong, hiểu đã phí hoài năm tháng luyện võ, chàng quyết tâm trở lại con đường sáng, luyện thành tuyệt kỹ, sau đó ra mặt khai chiến với Đồng Đại Bảo… Sau đó trải qua rất nhiều biến cố,cuối cùng Đàm Chí cũng luyện được võ công thượng thừa, trả thù cho cha mẹ.

## Diễn viên
- Ngô Kinh trong vai Đàm Chí/Thích Thiếu Chính
- Pháp Đề Mạch Nhã Kỳ trong vai Tiểu Ni
- Thuần Vu San San vai Tam Cước
- Gao Haiyan as Pháp Chính
- Huỳnh Dịch vai Oa Nữ
- Vu Thừa Huệ vai Đồng Đại Bảo
- Kế Xuân Hoa vai Đàm Phi
- Yu Hai vai Shantong
- Xu Xiangdong vai Yuanzhao
- Xu Huanshan trong vai Gia gia (ông nội của Tiểu Ni)
- Wang Yu vai Zhiyi
- Tan Qiao vai Pháp Nghiêm
- Xiao Yuewen vai Faling
- Sui Shuyang vai Pháp Năng
- Chen Jianfeng vai Pháp Minh
- Dương Phàn vai Đại Đảo Chính Hùng (Oshima Masao)
- Wu Yijiang vai Dahan
- Tian Haiyan vai Baihe
- Kexin vai Hồng Liên
- Jin Demao vai Yu Fei
- Ding Xiaowa vai Lý Hoa
- Shu Yan vai A'xiang
- Lin Jie vai Meihua
- Zhao Lianfen vai Juhua
- Shi Xiaohu vai Wufan
- Hao Yuan vai Ruolan
- Liu Fang vai A'mu
- Zhang Hao vai Quỷ Tứ Lang (Gui Silang)
- Lü Qiang vai Badachui
- Huỳnh Hải Băng vai Hoàng Đế